# 以你為名的花
『以你為名的花』是ASIAN KUNG-FU GENERATION第2張單曲。

## 解説
是自未來的碎片發表後兩個月，以最快速度發行的第2張單曲。雖然沒有突出的成績，不過卻記錄了停留在排行榜最久的歌曲，成為了提高樂團知名度的成名作。雖然於2003年以Copy Control CD形式發行，不過在2004年之前已經絕版。於2004年6月21日以CDDA形式再度發行。

## 收錄曲
1. （以你為名的花） 
  - TBS電視台『Pooh!』片尾曲，東京電視台『JAPAN COUNTDOWN』片尾曲。另外也成為了Space Shower TV 2003年10月份的POWER PUSH!。在Live的時候，例行在歌曲的間奏部份叫出「rasse- rasse-」的口號。（在某個Live是會說「un rising sun」） 屬於同一間唱片公司的前輩奥田民生於2004年在広島市民球場舉行的Acoustic Live中翻唱。而在該場Live的觀客席也有Fans身份出席的後藤的蹤影。
2. （Rocket No.4）
  - 於「崩壞音箱」的階段製作。其後在「緊繫著你5M」的製作期間内將編曲再修改而變成現在的版本，雖然是該專輯收錄曲的候補之一，不過卻在最後臨時被抽出。當時是邊想像著Live來製作的歌曲，但在首次巡演到2006年的巡演前也沒有被演唱過。想法比技巧還要被重視，後藤解釋這首歌是在嚴肅的同時也兼備了幽默，是一首附有惡作劇心理的歌曲。